# 公孙申
公孙申（？—前581年），春秋时期郑国的大夫，又称叔申，父亲公子挥、祖父郑穆公。
前587年十一月，公孙申领兵划定所得的许国疆土，结果在展陂被许国击败，郑悼公攻打许国，夺得鉏任、泠敦之田。前582年，鄭成公被晋国扣留。郑国国内执政大臣听从公孙申的建议，围攻许国。意思是包围许国，又不派使者到晋国，假装改立国君，晋国一定将国君放回，前581年，鄭成公回国。郑成公回到郑国立即讨伐立新国君的人，六月初八日，杀了公孙申。 前577年八月二十三日，郑成公再次进攻许国。二十五日，进入许国的外城。许国人把叔申划定得的许国疆土都给郑国，以此与郑国讲和。